# Швидкий Танип
Швидкий Танип (рос. Быстрый Танып, башк. Тере Танып, Етеҙ Танып, перекладається з башкирської як «живий», «швидкий»; також Танип) — річка в Російській Федерації, що протікає у Пермському краї та Башкортостані. Часто на картах у верхів'ї значиться як Танип, а далі, як Швидкий Танип.

## Опис
Довжина річки 345 км. Площа водозбірного басейну 7560 км². Живлення переважно снігове. Танип замерзає в першій половині листопада, крига скресає у квітні.